# Wooly Bully
Wooly Bully is een nummer van de rock-'n-rollband Sam the Sham & the Pharaohs uit 1965.

## Achtergrond
Wooly Bully is geschreven door frontman Domingo Samudio en gebaseerd op een standaard bluesschema van twaalf maten. Het werd opgenomen in de Sam C. Phillips Recording Studio in Memphis, de opvolger van Phillips' originele Sun Studio en in 1964 uitgebracht op XL, een klein platenlabel uit Memphis. Een jaar later werd het opgepikt door het grotere label MGM. 
Wooly Bully was de eerste en grootste hit van de band. Het werd een wereldwijd succes. Hoewel het in de Billboard Hot 100 op de tweede plek bleef steken, werd het wel de grootste hit van het jaar. Deze combinatie werd pas in 2000, door Faith Hill, behaald. Ook in Canada werd de tweede plek gehaald. Het was de eerste Amerikaanse nummer 1-hit in de Nederlandse Top 40. Het nummer is als gouden plaat gecertificeerd en werd genomineerd voor een Grammy Award.

## Hitnoteringen

### Nederlandse Top 40
| Hitnotering: 05-06-1965 t/m 06-11-1965 | Hitnotering: 05-06-1965 t/m 06-11-1965 | Hitnotering: 05-06-1965 t/m 06-11-1965 | Hitnotering: 05-06-1965 t/m 06-11-1965 | Hitnotering: 05-06-1965 t/m 06-11-1965 | Hitnotering: 05-06-1965 t/m 06-11-1965 | Hitnotering: 05-06-1965 t/m 06-11-1965 | Hitnotering: 05-06-1965 t/m 06-11-1965 | Hitnotering: 05-06-1965 t/m 06-11-1965 | Hitnotering: 05-06-1965 t/m 06-11-1965 | Hitnotering: 05-06-1965 t/m 06-11-1965 | Hitnotering: 05-06-1965 t/m 06-11-1965 | Hitnotering: 05-06-1965 t/m 06-11-1965 | Hitnotering: 05-06-1965 t/m 06-11-1965 | Hitnotering: 05-06-1965 t/m 06-11-1965 | Hitnotering: 05-06-1965 t/m 06-11-1965 | Hitnotering: 05-06-1965 t/m 06-11-1965 | Hitnotering: 05-06-1965 t/m 06-11-1965 | Hitnotering: 05-06-1965 t/m 06-11-1965 | Hitnotering: 05-06-1965 t/m 06-11-1965 | Hitnotering: 05-06-1965 t/m 06-11-1965 | Hitnotering: 05-06-1965 t/m 06-11-1965 | Hitnotering: 05-06-1965 t/m 06-11-1965 | Hitnotering: 05-06-1965 t/m 06-11-1965 | Hitnotering: 05-06-1965 t/m 06-11-1965 |
| Week                                   | 1                                      | 2                                      | 3                                      | 4                                      | 5                                      | 6                                      | 7                                      | 8                                      | 9                                      | 10                                     | 11                                     | 12                                     | 13                                     | 14                                     | 15                                     | 16                                     | 17                                     | 18                                     | 19                                     | 20                                     | 21                                     | 22                                     | 23                                     |                                        |
| -------------------------------------- | -------------------------------------- | -------------------------------------- | -------------------------------------- | -------------------------------------- | -------------------------------------- | -------------------------------------- | -------------------------------------- | -------------------------------------- | -------------------------------------- | -------------------------------------- | -------------------------------------- | -------------------------------------- | -------------------------------------- | -------------------------------------- | -------------------------------------- | -------------------------------------- | -------------------------------------- | -------------------------------------- | -------------------------------------- | -------------------------------------- | -------------------------------------- | -------------------------------------- | -------------------------------------- | -------------------------------------- |
| Nummer                                 | 37                                     | 27                                     | 11                                     | 4                                      | 2                                      | 1                                      | 1                                      | 1                                      | 1                                      | 2                                      | 2                                      | 3                                      | 4                                      | 6                                      | 7                                      | 9                                      | 11                                     | 14                                     | 15                                     | 20                                     | 22                                     | 28                                     | 36                                     | uit                                    |

### Tijd voor Teenagers Top 10
| Hitnotering: 26-06-1965 t/m 18-09-1965 | Hitnotering: 26-06-1965 t/m 18-09-1965 | Hitnotering: 26-06-1965 t/m 18-09-1965 | Hitnotering: 26-06-1965 t/m 18-09-1965 | Hitnotering: 26-06-1965 t/m 18-09-1965 | Hitnotering: 26-06-1965 t/m 18-09-1965 | Hitnotering: 26-06-1965 t/m 18-09-1965 | Hitnotering: 26-06-1965 t/m 18-09-1965 | Hitnotering: 26-06-1965 t/m 18-09-1965 | Hitnotering: 26-06-1965 t/m 18-09-1965 | Hitnotering: 26-06-1965 t/m 18-09-1965 | Hitnotering: 26-06-1965 t/m 18-09-1965 | Hitnotering: 26-06-1965 t/m 18-09-1965 | Hitnotering: 26-06-1965 t/m 18-09-1965 | Hitnotering: 26-06-1965 t/m 18-09-1965 |
| Week                                   | 1                                      | 2                                      | 3                                      | 4                                      | 5                                      | 6                                      | 7                                      | 8                                      | 9                                      | 10                                     | 11                                     | 12                                     | 13                                     |                                        |
| -------------------------------------- | -------------------------------------- | -------------------------------------- | -------------------------------------- | -------------------------------------- | -------------------------------------- | -------------------------------------- | -------------------------------------- | -------------------------------------- | -------------------------------------- | -------------------------------------- | -------------------------------------- | -------------------------------------- | -------------------------------------- | -------------------------------------- |
| Nummer                                 | 5                                      | 3                                      | 2                                      | 1                                      | 1                                      | 1                                      | 2                                      | 3                                      | 3                                      | 5                                      | 6                                      | 8                                      | 8                                      | uit                                    |

### NPO Radio 2 Top 2000
| Nummer met noteringen in de NPO Radio 2 Top 2000 | '99  | '00  | '01  | '02  | '03  |
| ------------------------------------------------ | ---- | ---- | ---- | ---- | ---- |
| Wooly Bully                                      | 1230 | 1357 | 1862 | 1477 | 1820 |

1. ↑  Een vetgedrukt getal geeft de hoogste notering aan.
2. ↑  Deze tabel is bijgewerkt tot en met de laatste editie (2024).